# (31904) Haoruochen
2000 GX34 (asteroide 31904) é um asteroide da cintura principal. Possui uma excentricidade de 0.09721310 e uma inclinação de 6.63643º.
Este asteroide foi descoberto no dia 5 de abril de 2000 por LINEAR em Socorro.